# Agrostis africana
Agrostis africana é uma espécie de gramínea do gênero Agrostis, pertencente à família Poaceae.